# 藤原武平太
藤原 武平太（ふじわら ぶへいた、1940年（昭和15年）4月24日 - ）は、日本の通産官僚。通商産業省通商政策局次長、駐ブルガリア大使。情報処理推進機構理事長などを歴任。

## 略歴
- 愛媛県立今治北高等学校卒業
- 1964年（昭和39年）3月：東京大学法学部卒業
- 1964年（昭和39年）4月：通商産業省入省。通商局通商政策課属
- 1965年（昭和40年）10月：通商局輸入企画課[1]
- 1967年（昭和42年）7月：米国イェール大学大学院留学[1]（行政官在外研究員制度発足により）
- 1969年（昭和44年）7月：イェール大学経営大学院修了。重工業局産業機械課[1]。
- 1971年（昭和46年）7月：中小企業庁調査課[1]
- 1973年（昭和48年）7月：立地公害局公害防止企画課総括班長[1]
- 1975年（昭和50年）2月：経済協力開発機構（OECD）貿易局先進国間貿易課長[1]
- 1978年（昭和53年）3月：石油公団備蓄管理部計画課長、総務部総務課長[1]
- 1980年（昭和55年）7月：田中六助通商産業大臣秘書官[1]
- 1982年（昭和57年）1月：産業政策局企業行動課長[1]
- 1984年（昭和59年）6月：通商政策局西欧アフリカ中東課長[1]
- 1986年（昭和61年）6月：産業政策局産業資金課長[1]
- 1988年（昭和63年）6月：同省産業政策局総務課長
- 1989年（平成元年）6月：名古屋（中部）通商産業局長
- 1991年（平成3年）6月：同省通商政策局次長
- 1992年（平成4年）10月：駐ブルガリア大使
- 1995年（平成7年）5月：シャープ株式会社理事
- 1995年（平成7年）6月：シャープ株式会社常務取締役海外企画本部長
- 1998年（平成10年）6月：シャープ株式会社専務取締役海外事業本部長、東京支社長
- 2003年（平成15年）7月：情報処理振興事業協会理事長（下記、情報処理推進機構に改組[2]）
- 2004年（平成16年）1月：独立行政法人情報処理推進機構（IPA）理事長[3]
- 2008年（平成20年）4月：独立行政法人情報処理推進機構顧問
- 2008年（平成20年）8月：互助会保証株式会社代表取締役社長
- キワニスクラブ（国際キワニス）会長（ガバナー）[4]

## 著書
- 「多国籍企業 その理論と行動」

著者 チャールズ・キンドルバーガー編、共訳 藤原武平太・和田和、日本生産性本部、1971年

## 同期入省
熊谷弘（内閣官房長官・通産相）、渡辺修（通産次官）、山口務、久禮彦治（日本産業デザイン振興会理事長、駐連合王国公使）、山浦紘一（石油連盟専務理事、特許庁審査第一部長）、合田宏四郎（日本ガス機器検査協会理事長、JGA副会長、関東通産局長）、糟谷晃（夭折）、横田捷宏、中田哲雄、辛島修郎（自販連副会長）など

## 関連人物
- 杉崎重光（大蔵官僚。行政官在外研究員として同時期に米国留学。コロンビア大学大学院修了。証取監視委事務局長、IMF副専務理事を歴任）。